# Contrat de liquidité
Un contrat de liquidité est un service proposé par une banque ou un agent de change
destiné à fluidifier le cours boursier d'une entreprise.

## Rôle
Lorsque le capital flottant d'une entreprise n'est pas très important,
les transactions en bourse sont rares et une offre d'achat ou de vente peut ne pas rencontrer de contrepartie.
Ce manque de liquidité
suscite une variation de cours forte et provisoire.
Pour éviter cette variation, le prestataire
met en vente ou achète des actions au cours qu'il juge juste. Sa prestation est généralement limitée à ces actions de vente ou achat, sans conseil supplémentaire.
Il doit travailler sans fausser la tendance.
Le capital limité dont il dispose a été
fourni par l'entreprise contractante, son montant est public.